# دیوید جکسون (کارگردان)
دیوید اس. جکسون یک کارگردان و نویسنده تلویزیونی امریکایی است.
از دهه ۱۹۸۰، جکسون امتیاز زیادی در تلویزیون بدست آورده است. بعضی از امتیازهای کارگردانی او شامل باتلاق: سریال، لویس و کلارک: ماجرای جدید سوپرمن، پل نش، فرشته تاریک، اسمالویل، افسون شده، منطقه، یک تپه درخت، سی اس آی: ان وای و شنل است. هم چنین او قسمت‌هایی برای فساد میامی، ۲۱ خیابان پرش و برابرکننده را نویسندگی و کارگردانی کرده‌است.
علاوه بر این، او در چندین فیلم تلویزیونی مثل قطار مرگ (۱۹۹۳)، دریاچه (۱۹۹۸)، قطار اتمی (۱۹۹۹) و رویاهای بوفالو نویسنده و کارگردان بوده‌است.